# HX156船団
HX156船団は第二次世界大戦中に運航されたHX船団の一つ。
1941年10月22日に43隻の船がハリファックスを出発した。2日後、船団はアメリカ海軍の第4.1.3任務隊と合流した。第4.1.3任務隊は駆逐艦「ニブラック」、「ルーベン・ジェームズ」、「ターベル」、「ベンソン」、「ヒラリー・P・ジョーンズ」からなっていた。
1941年10月31日の夜明け、ドイツ潜水艦「U552」が船団を発見し駆逐艦「ルーベン・ジェームズ」を雷撃した。魚雷は「ルーベン・ジェームズ」の左舷に命中。弾薬庫が誘爆し、「ルーベン・ジェームズ」は沈没した。乗員160人中救助されたのは45人であった。「ルーベン・ジェームズ」は第二次世界大戦で最初に撃沈されたアメリカ海軍艦艇となった。
「U552」は護衛艦によって追い払われたが、同日午後今度は「U567」が船団を発見した。1941年11月1日、第4.1.3任務隊はイギリスの第6護衛群に船団を引き渡した。同日、「U552」と「U567」は2度魚雷攻撃をおこなったが戦果はなかった。2隻は11月3日まで船団との接触と保った。
船団は11月9日にリバプールに到着した。